# Carlito Martins
Wanderlei Benedito Martins (Botelhos, 15 de abril de 1936 - Camanducaia, 7 de outubro de 2008), conhecido artisticamente como Carlito Martins, foi um ator e radialista brasileiro.
Iniciou a carreira em 1958, fazendo parte como ator e apresentador oficial do circo da dupla caipira Tonico e Tinoco. Em 1970, junto com Chiquinho, irmão dos cantores, montou seu próprio circo, desfazendo-se dele em 1982.
Como radialista, apresentou na na Rádio Record o programa Linha Sertaneja Classe A; trabalhou ainda nas rádios Globo, Rádio Bandeirantes, Morada do Sol e Difusora de Osasco. 
Como ator trabalhou nos filmes: Lá no Sertão, Rastros na Areia (com Dalvan), Cabocla Tereza, Obrigado a Matar (com Tonico e Tinoco) e Na Estrada da Vida (com Milionário e José Rico).